# Цианат калия
Цианат калия — неорганическое химическое соединение,
соль калия и изоциановой кислоты с формулой KNCO,
бесцветные кристаллы,
растворяется в воде. 
Умеренно-токсичен.

## Получение
- Окисление цианистого калия кислородом в присутствии катализатора:

{\displaystyle {\mathsf {2KCN+O_{2}\ {\xrightarrow {Ni}}\ 2KNCO}}}
- Из мочевины:

{\displaystyle {\mathsf {2\,(NH_{2})_{2}CO+K_{2}CO_{3}\ {\xrightarrow {400^{o}C}}\ 2KNCO+(NH_{4})_{2}CO_{3}}}}

## Физические свойства
Цианат калия образует бесцветные кристаллы
тетрагональной сингонии,
пространственная группа I 4/mcm,
параметры ячейки a = 0,6070 нм, c = 0,7030 нм, Z = 4.
Хорошо растворяется в холодной воде, в горячей разлагается, не растворяется в этаноле. Кристаллогидратов не образует.

## Химические свойства
- Разлагается нагревании:

{\displaystyle {\mathsf {2KNCO\ {\xrightarrow {700-900^{o}C}}\ 2KCN+O_{2}\uparrow }}}
- Во влажном воздухе и в воде медленно гидролизуется:

{\displaystyle {\mathsf {KNCO+2H_{2}O\ {\xrightarrow {}}\ KHCO_{3}+NH_{3}\uparrow }}}
- Водородом восстанавливается до цианида калия:

{\displaystyle {\mathsf {KNCO+H_{2}\ \xrightarrow {500^{o}C} \ KCN+H_{2}O}}}
- Вступает в реакции ионного обмена[1]:

{\displaystyle {\mathsf {KNCO+AgNO_{3}\ \xrightarrow {} \ AgOCN\downarrow +KNO_{3}}}}

## Применение
- Синтез неорганических цианатов, органических изоцианатов, уретанов.
- В аналитической химии.

## Физиологическое значение
Цианат калия (KOCN) по своей токсичности уступает цианистому калию. ЛД50 для крыс составляет 320 мг/кг.